# 2CW Tag Team Championship
Il 2CW Tag Team Championship è stato un titolo di wrestling riservato alla categoria tag team e promosso dalla federazione Squared Circle Wrestling (2CW), federazione attiva principalmente nella zona di New York.
Il titolo è stato attivo dal 2009 al 2015, anno della chiusura della federazione.

## Albo d'oro
| Legenda  |                                                                               |
| -------- | ----------------------------------------------------------------------------- |
| #        | Indica il numero del regno titolato                                           |
| Regno    | Viene indicato il numero del regno del campione                               |
| Data     | La data in cui il titolo è stato vinto                                        |
| Località | Indica il luogo in cui il titolo è stato vinto                                |
| Note     | Indica notizie particolari riguardanti i cambi di titolo o altre informazioni |

| #  | Campione                        | Regno | Data             | Giorni | Località             | Evento                              | Note | Fonti  |
| -- | ------------------------------- | ----- | ---------------- | ------ | -------------------- | ----------------------------------- | --- | ------ |
| 1  | Cheech e Cloudy                 | 1     | 6 settembre 2009 | 300    | Binghamton, New York | House show                          | In un torneo per decretare i campioni inaugurali, sconfiggendo in finale Delirious e Jigsaw.                                  | [ 2 ]  |
| 2  | Davey Richards e Eddie Edwards  | 1     | 2 aprile 2010    | 142    | Watertown, New York  | Living on the Edge                  | | [ 3 ]  |
| 3  | Colin Olsen e Jimmy Olsen       | 1     | 22 agosto 2010   | 481    | Watertown, New York  | Live or Let Die                     | | [ 4 ]  |
| 4  | Jason Axe e Portia Perez        | 1     | 16 dicembre 2011 | 36     | Syracuse, New York   | Hot Action on a Cold December Night | | [ 5 ]  |
| 5  | Kevin Graham e Mike Van Slyke   | 1     | 21 febbraio 2012 | 84     | Ithaca, New York     | Slammin' 4 John                     | | [ 6 ]  |
| 6  | Jay Briscoe e Mark Briscoe      | 1     | 14 aprile 2012   | 70     | Rome, New York       | Living on the Edge                  | | [ 7 ]  |
| 7  | Player Uno e Player Dos         | 1     | 23 giugno 2012   | 237    | Binghamton, New York | House show                          | In un 3-way tag team match in cui era coinvolto anche il team di Kevin Graham e Mike Van Slyke.                               | [ 8 ]  |
| —  | Vacante                         | —     | 15 febbraio 2013 | —      | —                    | —                                   | Il titolo fu reso vacante quando i campioni non poterono partecipare ad una difesa titolata.                                  |        |
| 8  | Kevin Graham e Mike Van Slyke   | 2     | 15 febbraio 2013 | 129    | Oswego, New York     | Singled Out                         | In uno spareggio per riassegnare il titolo vacante, sconfiggendo il team di Cheech e Marcos.                                  | [ 9 ]  |
| 9  | Kage e Sean Carr                | 1     | 24 giugno 2013   | 152    | Binghamton, New York | An Evening with Mr. Monday Night    | | [ 10 ] |
| 10 | Kevin Graham e Mike Van Slyke   | 3     | 23 novembre 2013 | 147    | Binghamton, New York | 99 Problems                         | In un 3-way tag team match in cui era coinvolto anche il team di Dave Crist e Jake Crist.                                     | [ 11 ] |
| 11 | IB Green e Kage (2)             | 1     | 19 aprile 2014   | 27     | Syracuse, New York   | Comes Home                          | In un 4-way tag team match in cui erano coinvolti anche i team di Guero Loco e Steve McKenzie e di Bin Hamin e Eric Mohammed. | [ 12 ] |
| 12 | Jason Axe (2) e Kevin Steen     | 1     | 16 maggio 2014   | 58     | Amsterdam, New York  | Mayday                              | | [ 13 ] |
| 13 | Bubba Ray Dudley e D-Von Dudley | 1     | 13 luglio 2014   | 238    | Watertown, New York  | In 3D                               | | [ 14 ] |
| 14 | Matt Jackson e Nick Jackson     | 1     | 8 marzo 2015     | 287    | Binghamton, New York | Super Kicks in the Southern Tier    | | [ 15 ] |
| —  | Disattivato                     | —     | 20 dicembre 2015 | —      | —                    | —                                   | Il titolo fu disattivato con la chiusura della federazione.                                                                   |        |